# Boueilh-Boueilho-Lasque

Boueilh-Boueilho-Lasque este o comună în departamentul Pyrénées-Atlantiques din sud-vestul Franței. În 2009 avea o populație de 364 de locuitori.

## Evoluția populației
| An        | 1975 | 1982 | 1990 | 1999 | 2006 | 2009 |
| --------- | ---- | ---- | ---- | ---- | ---- | ---- |
| Populație | 302  | 283  | 323  | 329  | 342  | 364  |